# Роберт Ді Бернардо
Роберт «DiB» ДіБернардо також ДіБі — (англ. Robert "DiB" DiBernardo, 31 травня 1937 – 5 червня 1986) – американський капореджіме у злочинній родині Гамбіно, який, як вважалося, контролював більшу частину комерційної порнографії в США. Під час президентських виборів у США 1984 року розголос про те, що ДіБернардо орендував ділові приміщення у чоловіка Джеральдін Ферраро і втягнув її в розмови у ЗМІ про організовану злочинність.
За деякими даними, ДіБернардо був найдомінантнішою фігурою в індустрії для дорослих США свого часу. Був відносно здібним бізнесменом, який не мав особистої репутації причетності до насильства, але його зв’язки з мафією стримували потенційних конкурентів і відлякували інших злочинців. Він став надзвичайно впливовим у американському порнографічному бізнесі. ДіБернардо вважався феноменальним зароблячем грошей, таємним і самотнім (на відміну від більшості членів мафії з його статусом, він не мав команди, щоб підтримувати себе в безпеці). Усі ці риси зробили його вразливим для інших в структур Ґотті.
ДіБернардо, який був об’єктом федерального розслідування щодо дитячої порнографії, чекав вироку, коли його вбили члени команди Семмі Гравано за наказом Джона Готті. Його тіло так і не знайшли.

## Вбивство
5 червня 1986 року ДіБернардо заманили до підвальних офісів гіпсокартонної компанії Гравано на Стіллвел-авеню в Бенсонхерсті, Бруклін. Діючи так, наче це була звичайна ділова зустріч, Гравано сказав Джозефу Паруті принести ДіБернардо чашку кави. Парута, якого «Гравано вважав своїм Лукою Бразі», підвівся, але замість того, щоб отримати каву, взяв .380 з глушником із шафи позаду ДіБернардо та вистрелив йому в потилицю. Без його ретельно охоронюваного відома порнографічні інтереси ДіБернардо стали менш прибутковими, хоча Гравано допоміг собі контролювати померлого чоловіка над Teamsters Local 282, що збігалося з будівельним рекетом Гравано.

## В культурі
У телевізійному фільмі HBO 1996 року «Готті» актор Френк Вінсент зіграв ДіБернардо як «ДіБі». У Witness to the Mob актор Тоні Крук зображує його просто як "Ді Бернардо". Джиммі Палумбо грає Роберта ДіБернардо в епізоді третього сезону телесеріалу «Двійка».